# Kurzes
Kurzes ist eine Einöde auf der Gemarkung Haisterkirch von Bad Waldsee im Landkreis Ravensburg.

## Lage
Kurzes liegt am Westhang des Haisterkircher Rückens, oberhalb der K 7933, zwischen den Ortschaften Haisterkirch und Hittelkofen. Es befindet sich etwa 680 Meter westlich von St. Sebastiane, rund 550 Meter südöstlich von Hittelkofen sowie ca. 500 Meter nordöstlich von Haisterkirch.
Naturräumlich gehört Kurzes zu den Riß-Aitrach-Platten (Naturraum-Nr. 41), die Teil der Großlandschaft Donau-Iller-Lech-Platte (Großlandschaft-Nr. 4) sind. Die Einöde liegt im Gewässereinzugsgebiet der Osterhofer Ach und etwa 2,4 Kilometer östlich der Europäischen Hauptwasserscheide. Direkt angrenzend befindet sich das Biotop Quellhang östlich Kurzes.

## Verkehrsanbindung
Kurzes verfügt über keine vollständig asphaltierte Anbindung und keine ÖPNV-Haltestelle.

### Straßenanbindung
Es gibt mehrere Möglichkeiten, Kurzes zu erreichen:
- Direkt von der K7933 kann man auf halber Strecke zwischen Hittelkofen und Haisterkirch nach Südosten abzweigen und hangaufwärts fahren.
- Alternativ führt vom südlichen Ortsrand Hittelkofens ein parallel zur K7933 verlaufender Feldweg nach etwa 130 Metern auf einen asphaltierten Weg, der hangaufwärts in Richtung Kurzes verläuft.
- Eine weitere Möglichkeit ist ein gekiester Weg, der das Wohngebiet Fockental in Haisterkirch mit Hittelkofen verbindet, Kurzes liegt hier etwa auf halber Strecke.

### Radverkehr
Kurzes ist nicht direkt an das Radnetz Baden-Württemberg angebunden. Der nächste Anschluss an das Freizeitnetz geht über ca. 800 Meter landwirtschaftliche Wege. Diese führen Hangabwärts über den Landwirtschaftlichen Weg, über die K7933 sowie einen weiteren Feldweg zu einer Brücke über die Osterhofer Ach, an deren Ostufer das Freizeitnetz parallel verläuft.
Die nächstgelegenen offiziellen Radweganschlüsse befinden sich in Haisterkirch nach Bad Waldsee und am Ortsende von Osterhofen nach Eggmannsried.

### Öffentlicher Nahverkehr
Die nächsten Bushaltestellen sind in Hittelkofen bei der Mutter-Anna Kapelle (ca. 900 m) und in Haisterkirch bei der Kirche St. Johannes Baptist (ca. 1,7 km). Die nächste Bahnanbindung ist in Bad Waldsee (ca. 5,1 km).

## Biotop Quellhang östlich Kurzes
Das Biotop Quellhang östlich Kurzes (Biotopnummer: 180244360127) ist ein 0,4521 Hektar großes, geschütztes Gebiet von lokaler Bedeutung in Bad Waldsee. Das Biotop umfasst eine Nasswiese mit mehreren Sickerquellen, die nach dem Bundesnaturschutzgesetz (BNatSchG) als seggen- und binsenreiche Nasswiesen und Quellbereiche geschützt sind. Die Vegetation ist durch Nässezeiger wie Bachdistel und Sumpf-Vergissmeinnicht geprägt. Auch hochwüchsige Arten sind vorhanden, besonders in einem unregelmäßig gemähten Abschnitt. Eine nördliche Quellstelle zeigt einen Übergang von Nasswiese zu Hochstaudenflur.
Die Biotoptypen sind:
- Sickerquelle (ca. 30 % der Fläche)
- Nasswiese basenreicher Standorte der montanen Lagen (ca. 98 % der Fläche)
- Hochstaudenflur quelliger, sumpfiger oder mooriger Standorte (ca. 2 % der Fläche)

Die Bach-Kratzdistel (Cirsium rivulare), eine Farn- und Blütenpflanze, welche auf der Roten Liste als gefährdet geführt wird, ist im Biotp vorzufinden.